# Israel en los Juegos Olímpicos de Salt Lake City 2002
Israel estuvo representado en los Juegos Olímpicos de Salt Lake City 2002 por cinco deportistas, dos hombres y tres mujeres, que compitieron en dos deportes.
La portadora de la bandera en la ceremonia de apertura fue la patinadora artística Galit Chait. El equipo olímpico israelí no obtuvo ninguna medalla en estos Juegos.